# 韦克桑
韦克桑（法語：Vexin，法語發音：[vɛksɛ̃]）是法国西北部的一个传统地区。  
韦克桑的范围可以大致划定为从东到西在蓬图瓦兹和昂代勒河畔罗米伊之间，从南到北在欧讷伊和韦尔农附近的塞纳河之间。  
韦克桑位于法蘭西島大區的瓦兹河谷省和伊夫林省，上法蘭西大區的瓦兹省（历史上的法兰西韦克桑）以及诺曼底大区的厄尔省和滨海塞纳省（历史上的诺曼底韦克桑）。  

## 自然与人文地理
韦克桑是位于法兰西岛和诺曼底之间的一个广植谷物的高原。韦克桑被两个南北向的河谷分割，即埃普特河谷和昂代勒河谷。 
莫奈和梵高绘画了韦克桑的麦田。 